# Deana Lawson
Deana Lawson   (Rochester, 1979) és una fotògrafa nord-americana. La seva obra versa especialment en temes d'intimitat, família, espiritualitat, sexualitat i estètica negra.
Els seus treballs han estat elogiats per la seva capacitat per a comunicar els matisos de les experiències afroamericanes en relació amb les qüestions socials, polítiques i econòmiques. Ha exposat en exposicions al Centre Internacional de Fotografia, el Museu d'Art Modern de Nova York, el Museu Americà de Whitney o l'Institut d'Art de Chicago. Fou destacable l'exposició ""New Fotography 2011” al Museu d'Art Modern de Nova York.
Fou guardonada amb els premis NYFA Fellowship (2006), Aaron Siskind Fellowship (2008) i Artist Fellowship (2008), de la Comissió de Cultura i Turisme de Connecticut.